# Sela pri Ratežu
Sela pri Ratežu – wieś w Słowenii, w gminie miejskiej Novo mesto. W 2018 roku liczyła 54 mieszkańców. 